# 赖纳·邦霍夫
莱纳·邦霍夫（德語：Rainer Bonhof，1952年3月29日—），前荷兰裔德国足球运动员、主教练及官员，自2009年2月10日起担任门兴格拉德巴赫足球俱乐部的执行副总裁。在其球员生涯中，曾先后效力于门兴格拉德巴赫、巴伦西亚、科隆和柏林赫塔等俱乐部，并在1974年世界杯决赛中助攻盖德·穆勒射入致胜球，帮助西德国家足球队以2比1赢得冠军。

## 球员生涯
作为一名中场球员，邦霍夫是门兴格拉德巴赫足球俱乐部在1970年代夺得众多德甲、德国杯和欧洲联盟杯冠军的成员之一。他以大力任意球和精准的界外球投掷能力而见长。前利物浦门将、英格兰人雷·克莱门斯在1977年欧洲冠军杯决赛对阵门兴格拉德巴赫后坦言，他非常害怕面对邦霍夫的射门。在1978年春天，克莱门斯分别在俱乐部和国家队被邦霍夫几乎在相同的位置上两次洞穿球门。邦霍夫也曾有3个入球被德国公共广播联盟评为当月最佳入球（Tor des Monats），其中2个为任意球，1个为距离球门30米开外的远射。
1969年9月，邦霍夫在一场国际青少年比赛中首次代表德国足协对阵荷兰。由于其祖父是荷兰人的缘故，他在此前尚未入籍西德。而在这场比赛之后，邦霍夫正式成为西德公民。从1972年至1981年，邦霍夫共代表西德国家足球队出场53次，并射入9球。他也是德国历史上首位被归化的国家队成员。1974年7月7日，当邦霍夫随西德国家足球队在1974年世界杯决赛中以2比1战胜荷兰后，成为了德国历史上最年轻的世界杯冠军成员。他在比赛中助攻盖德·穆勒射入了致胜一球。从该届赛事起，邦霍夫确立了自己在西德队的主力位置。他是1976年欧洲足球锦标赛上表现最出色的球员之一，共为西德队在半决赛和决赛中送出4次助攻。1978年世界杯，他又打满了西德队的全部比赛，但球队却在第二阶段分组赛中以2比3历史性的不敌奥地利之后即遭淘汰。即便在转会至西班牙球队巴伦西亚后，邦霍夫在国家队中仍发挥了重要作用。他和乌利·斯蒂利克的优异表现使得德国足协被迫取消了禁止国外效力球员入选国家队的禁令。邦霍夫参加了1980年欧洲足球锦标赛的预选赛并入选了决赛圈的大名单，但伤病使他无缘参加夺得冠军的决赛。他的最后一场国家队亮相是1981年1月7日以1比4不敌巴西的比赛，尽管此后他随科隆在1981-82赛季的表现抢眼，却并没有再得到国家队的征召。
1983年，由于踝关节意外受伤，邦霍夫结束了自己的球员生涯。

## 后续生涯
在球员生涯结束后，邦霍夫进而成为一名主教练。他于1988年正式获得教练员证书，并先后执教过几支不同的球队。他曾在1990年代末期担任门兴格拉德巴赫主教练，但球队不幸降入德乙。2002年，在同胞贝尔蒂·福格茨入主苏格兰足球代表队的几个月后，邦霍夫获委任为苏格兰21岁以下足球代表队（苏格兰U21）主教练。他也因此成为该队的首位全职主教练。苏格兰U21最初在邦霍夫的带领下取得了成功，曾在2004年欧洲21岁以下足球锦标赛预选赛中客场战胜德国，并以分组头名晋级淘汰赛阶段。然而在淘汰赛他们却以两回合总比分1比2不敌克罗地亚，无缘决赛圈。邦霍夫在福格茨于2004年11月从苏格兰国家队辞职后仍继续担任苏格兰U21的主教练，但在率队连续14场比赛不胜后，他最终也于2005年11月辞职。在苏格兰U21任职期间，邦霍夫曾帮助达伦·弗莱彻和詹姆斯·麦克法登首次晋身成年组国家队。
2006年9月1日，邦霍夫与当时的英超卫冕冠军切尔西签订了一份合同，正式成为该俱乐部在德国和奥地利范围内的球探。这是一个灵活性的协议，它允许切尔西和邦霍夫之间可以随时解约。该合同其后由于切尔西的自身债务问题而终止，邦霍夫也于2008年10月31日离开伦敦。
2009年2月11日，邦霍夫被任命为门兴格拉德巴赫的执行副总裁。

## 荣誉
俱乐部
- 德国足球冠军：1971年、1975年、1976年、1977年
- 德国杯冠军：1973年、1983年
- 德国超级杯冠军：1976年
- 西班牙国王杯冠军：1979年
- 欧洲联盟杯冠军：1975年
- 欧洲优胜者杯冠军：1980年

国家队
- 世界杯足球赛冠军：1974年
- 欧洲足球锦标赛冠军：1972年、1980年